# Cucumis reticulatus
Cucumis reticulatus là một loài thực vật có hoa trong họ Cucurbitaceae. Loài này được (A.Fern. & R.Fern.) Ghebret. & Thulin mô tả khoa học đầu tiên năm 2007.